# Mecothrix iridescens
Mecothrix iridescens is een vlinder uit de familie van de visstaartjes (Nolidae). Deze soort is voor het eerst wetenschappelijk beschreven als Celama iridescens door George van Son in een publicatie uit 1933.
De soort komt voor in Zimbabwe en Zuid-Afrika.